# Galeriewald

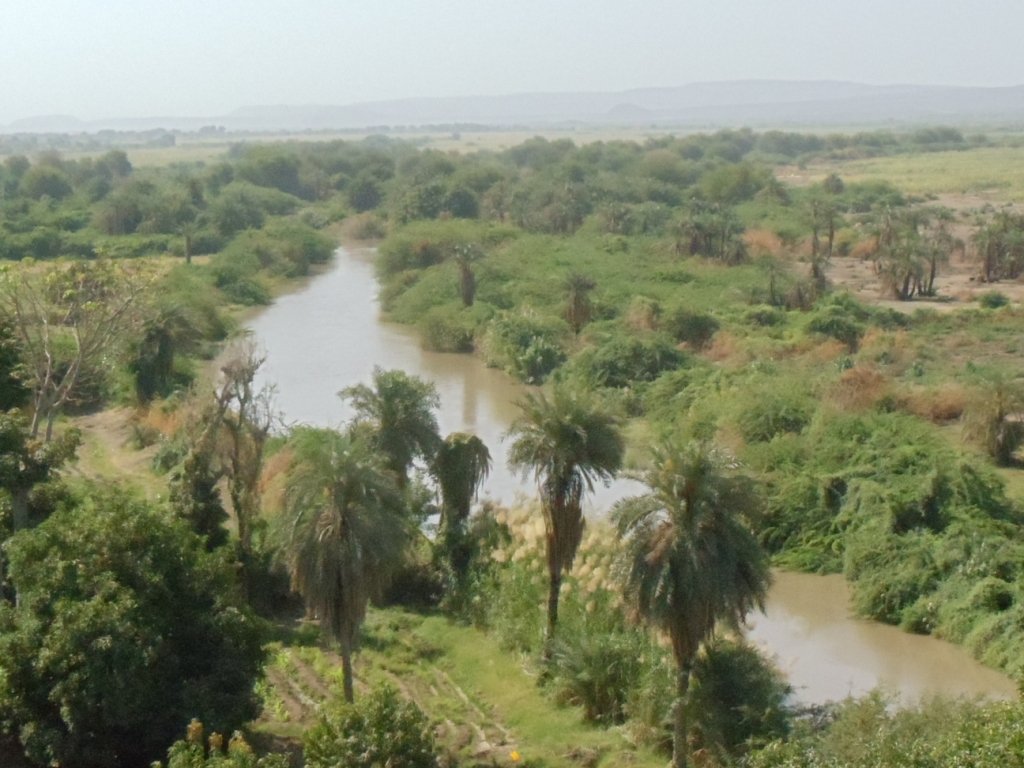
Galeriewald entlang des Awash in der Region Afar von Äthiopien

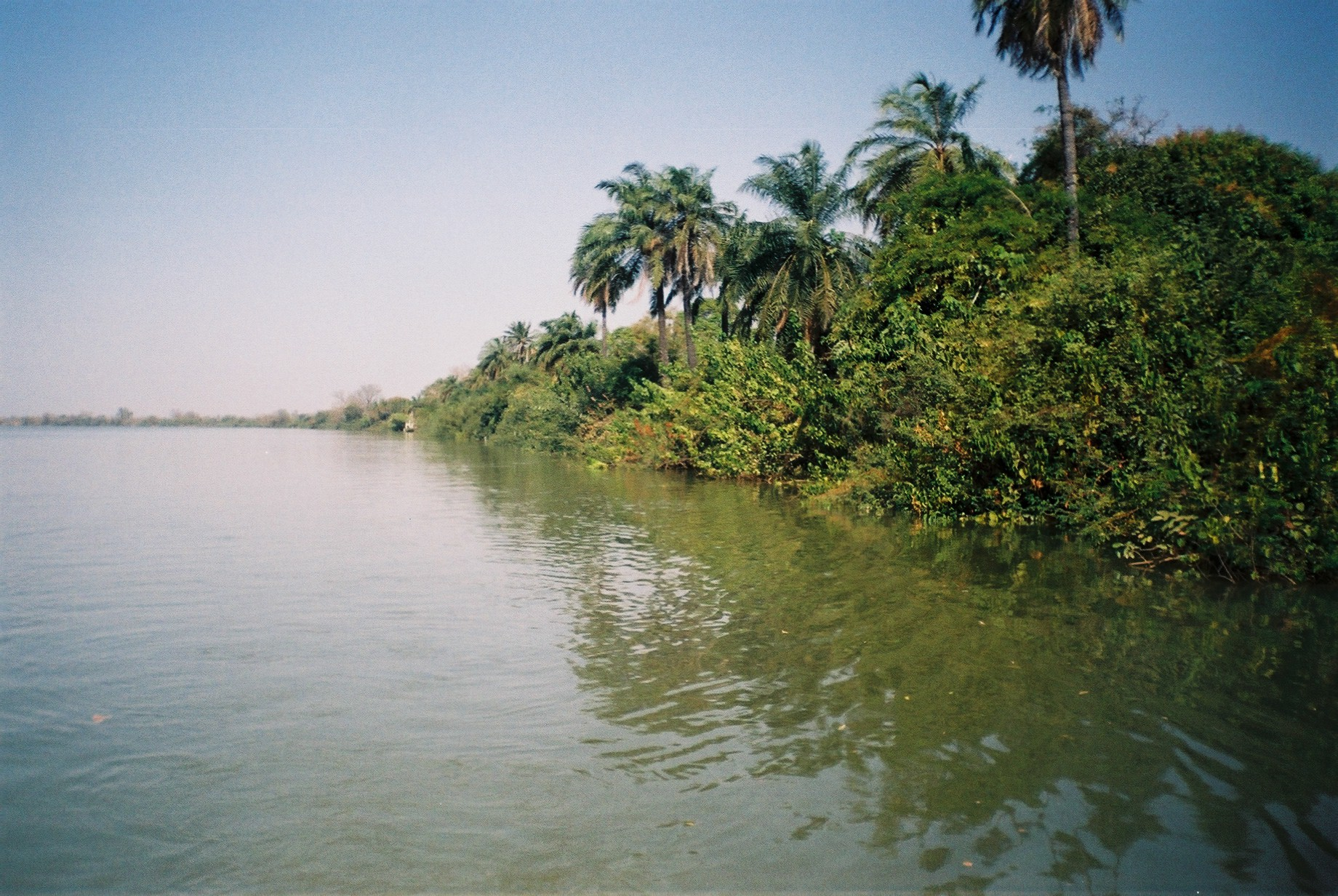
Tropischer Galeriewald am Gambia-Ufer

Als Galeriewald bezeichnet man einen Wald, der sich spalierartig entlang der Ufer eines Flusses in einer unbewaldeten oder mit einem anderen Waldtyp bestandenen Landschaft erstreckt und sich auf Luftbildern als eigenständiger Vegetationstyp vom Umland abhebt.
Galeriewälder finden sich oft entlang von sogenannten „Fremdlingsflüssen“ in ariden Gebieten, in denen aufgrund des Wassermangels sonst kein Wald wächst (flussbegleitender Galeriewald). Der Galeriewald ist hier eine azonale Vegetationsform, er gedeiht dort nur wegen der besonderen lokalen Bedingungen.
Galeriewald kann sich auch aufgrund günstigerer Bodenverhältnisse am Flussufer bilden. Beispiel hierfür sind die Ebenen der Llanos in Venezuela, wo trotz hoher Niederschläge Gräser vorherrschen und nur die Uferböschungen bewaldet sind. In den Ebenen verhindert eine harte und für Wurzeln kaum durchdringliche Lateritkruste im Boden, der Arecife, das Wachstum von Bäumen. Die durchgehende Kruste des Arecife ist am Ufer durchbrochen, so dass dort Wald gedeiht.
Entlang der Täler von Omaruru, Swakop und Kuiseb in der Zentralen Namib gibt es ebenfalls Galeriewälder. Hier sind die Flussbetten mit einer mächtigen Sandschicht ausgefüllt, in der auch in regenlosen Zeiten Grundwasser fließt.
Man spricht auch im Kulturland von Galeriewald, dann sind es Waldreste, in denen die lokalen Bedingungen anthropogen bestimmt sind. Dieser findet sich an Gewässern im Weide- und Ackerland (etwa Auwald) ebenso wie an Geländestufen (Hangwald), also Flurstücke, die sich nicht für den Landbau eignen. Oft ist es der Kleinwald als private wirtschaftliche Holzreserve, oder unnutzbares oder im Bergland unzugängliches Brachland als  Naturwaldrest. Charakteristischerweise handelt es sich um Grundgrenzen, an denen der Galeriewald auch Funktionen der Hecke übernimmt (wie Schutz vor Erosion an Wasserläufen und Hanglagen). Bei Flurbereinigungen wie auch durch Baulandgewinnung und technischen Sicherungsbau entfallen diese Funktionen. Damit gehören Galeriewälder auch in Mitteleuropa zu den selten werdenden wichtigen Biotop-Inseln.
Fossile Tiere und Pflanzen, deren Überreste man in unmittelbarer Nähe zu Fossilien aus dem Formenkreis der frühen Hominini – der Vorfahren des Menschen – fand, wurden dahingehend interpretiert, dass beispielsweise Ardipithecus ramidus, Australopithecus anamensis und Homo rudolfensis Galeriewälder bewohnten.

## Belege
1. ↑  Galeriewald. (spektrum.de [abgerufen am 30. November 2018]).
2. ↑  vergl. etwa die Bestimmung „Galeriewald: ein saumartiger Uferwald an fließenden Gewässern, Seen und Sümpfen.“ § 5 Begriffsbestimmungen Z. 14. des Salzburger Naturschutzgesetz 1999 – NSchG StF: LGBl Nr. 73/1999 (WV) (i. d. g. F. online, ris.bka).